# 2002 na televisão
Nesta página encontram-se os fatos, estreias e términos sobre televisão que aconteceram durante o ano de 2002.

## Eventos

### Fevereiro
- 8 de fevereiro–24 de fevereiro — Emissoras de diversos países, incluindo a NBC, realizam a cobertura dos Jogos Olímpicos de Inverno de 2002.

### Maio
- 25 de maio — A ETV hospeda a transmissão da 47ª edição do Festival Eurovisão da Canção, vencido pela Letônia, representada pela canção "I Wanna" da cantora Marie N.
- 31 de maio–30 de junho — Emissoras de diversos países, incluindo a Rede Globo, a RTP, a ABC, a BBC e a ITV, realizam a cobertura da Copa do Mundo FIFA de 2002.

## Programas

### Estados Unidos

#### Janeiro
- 23 de janeiro — Estreia That '80s Show na Fox.

#### Fevereiro
- 14 de fevereiro —  Termina a 3ª temporada de Family Guy (no Brasil: Uma Família da Pesada), com a FOX anunciando o cancelamento da série, que retornou três anos depois.

#### Março
- 5 de março — Estreia The Osbournes na MTV.

#### Maio
- 19 de maio — Termina The X-Files (no Brasil: Arquivo X) na Fox.

#### Junho
- 7 de junho — Estreia Kim Possible no Disney Channel.
- 22 de junho — Estreia Monster Garage no Discovery Channel.

#### Julho
- 12 de julho — Estreia Monk no USA Network.
- 15 de julho — Estreia She Spies (no Brasil: As Espiãs) na NBC.
- 19 de julho — Estreia Whatever Happened to Robot Jones? (no Brasil: Jonas, o Robô) no Cartoon Network.
- 20 de julho — Estreia The Adventures of Jimmy Neutron: Boy Genius na Nickelodeon.

#### Setembro
- 2 de setembro — Estreia Make Way for Noddy no bloco PBS Kids na PBS.
- 2 de setembro —  Kelly Clarkson vence a 1ª temporada do American Idol, na FOX.
- 16 de setembro — Estreia Everwood na The WB.
- 17 de setembro — Estreia 8 Simple Rules (no Brasil: 8 Regrinhas Básicas Para Namorar Minhas Filhas Adolescentes) na ABC.
- 18 de setembro — Estreia Fastlane na Fox.
- 20 de setembro — Estreia What I Like About You (no Brasil: Coisas que Eu Odeio em Você) The WB.
- 23 de setembro — Estreia CSI: Miami na CBS.
- 24 de setembro — Estreia In-Laws na NBC.
- 24 de setembro — Termina a terceira edição do Big Brother, vencido por Lisa Donahue.
- 26 de setembro — Estreia Without a Trace (no Brasil: Desaparecidos) na CBS.
- 30 de setembro — Estreia Still Standing (no Brasil: Apesar de Tudo) na CBS.

#### Outubro
- 1 de outubro — Estreia Less than Perfect na ABC.

#### Novembro
- 2 de novembro — Estreia Clone High na MTV.

#### Dezembro
- 2 de dezembro — Estreia Taken no Sci Fi Channel.
- 6 de dezembro — Estreia Codename: Kids Next Door (no Brasil: KND - A Turma do Bairro) no Cartoon Network.

### México

#### Janeiro
- 7 de janeiro — Estreia Cómplices al Rescate (no Brasil: Cúmplices de um Resgate) no Las Estrellas.

#### Fevereiro
- 8 de fevereiro — Termina El manantial (no Brasil: Manancial) no Las Estrellas.
- 11 de fevereiro — Estreia Entre el amor y el odio (no Brasil: No Limite da Paixão) no Las Estrellas.

#### Março
- 3 de março — Estreia a 1ª edição do Big Brother México na Televisa.

#### Maio
- 17 de maio — Termina Salomé no Las Estrellas.
- 20 de maio — Estreia La otra (no Brasil: A Outra) no Las Estrellas.

#### Junho
- 16 de junho — Termina a 1ª edição do Big Brother México na Televisa, Rocío Cárdenas é a vencedora.
- 30 de junho — Estreia a 1ª edição do Big Brother VIP na Televisa.

#### Julho
- 1 de julho — Estreia Clase 406 no Las Estrellas.
- 12 de julho — Termina Cómplices al Rescate (no Brasil: Cúmplices de um Resgate) no Las Estrellas.
- 15 de julho — Estreia ¡Vivan los niños! (no Brasil: Viva às Crianças! - Carrossel 2) no Las Estrellas.
- 27 de julho — Termina a 1ª edição do Big Brother VIP na Televisa. A atriz Galilea Montijo é a vencedora.[1]

#### Agosto
- 2 de agosto — Termina Entre el amor y el odio (no Brasil: No Limite da Paixão) no Las Estrellas.
- 5 de agosto — Estreia Las vías del amor no Las Estrellas.

#### Setembro
- 20 de setembro — Termina La otra (no Brasil: A Outra) no Las Estrellas.
- 23 de setembro — Estreia Así son ellas no Las Estrellas.

### Argentina

#### Maio
- 27 de maio — Estreia Rebelde Way no Canal 9.

### Portugal

#### Abril
- 12 de abril — Termina Filha do Mar na TVI.
- 22 de abril — Estreia Cabaret da Coxa na SIC Radical.
- 26 de abril — Termina A Senhora das Águas na RTP 1.

#### Junho
- 10 de junho — Termina Nunca Digas Adeus na TVI.

#### Setembro
- 8 de setembro — Estreia a 1ª edição de Big Brother Famosos na TVI.[2]

#### Novembro
- 3 de novembro — Termina a 1ª edição de Big Brother Famosos na TVI, o cantor Ricky é o vencedor.[3]
- 5 de novembro — Estreia a 2ª edição de Big Brother Famosos na TVI.

#### Dezembro
- 31 de dezembro — Termina a 2ª edição de Big Brother Famosos na TVI, o ator Vítor Norte é o vencedor.[3]

### Reino Unido

#### Janeiro
- 5 de janeiro — Estreia Mr. Bean: The Animated Series (no Brasil: Mr. Bean: A Série Animada na ITV.

#### Março
- 30 de março — É anunciada a morte de Rainha Isabel, a Rainha Mãe. As emissoras britânicas interrompem sua programação.

#### Abril
- 9 de abril — Os principais canais de televisão britânicos transmitem o funeral de Rainha Isabel, a Rainha Mãe

#### Junho
- 3 de junho — Em comemorações ao Jubileu de Ouro da Rainha Isabel II, a BBC One transmite Party at the Palace e a BBC Parliament reprisa imagens da Coroação de Isabel II em 1953.

#### Julho
- 25 de julho a 4 de agosto — A BBC transmite a cobertura ao vivo dos Jogos da Commonwealth de 2002.
- 26 de julho — Termina a 3ª temporada do Big Brother, Kate Lawler se torna a primeira mulher a vencer o reality.[4]

#### Setembro
- 16 de setembro — O Channel 5 muda seu nome para Five e abandona seu gráfico digital na tela.[5]

## Nascimentos
| Data            | Nome                | Profissão               | Nacionalidade      | Observações | Ref |
| --------------- | ------------------- | ----------------------- | ------------------ | ----------- | --- |
| 4 de fevereiro  | Graham Verchere     | ator                    | Canadá             |             |     |
| 19 de fevereiro | Cauê Campos         | ator                    | Brasil             |             |     |
| 13 de fevereiro | Sophia Lillis       | atriz                   | Estados Unidos     |             |     |
| 23 de fevereiro | Emilia Jones        | atriz                   | Reino Unido        |             |     |
| 21 de março     | Thipakorn Thitathan | ator e modelo           | Tailândia          |             |     |
| 2 de abril      | Emma Myers          | atriz                   | Estados Unidos     |             |     |
| 2 de abril      | Son Sang-yeon       | ator                    | Coreia do Sul      |             |     |
| 16 de abril     | Sadie Sink          | atriz                   | Estados Unidos     |             |     |
| 16 de julho     | Milly Shapiro       | atriz e cantora         | Estados Unidos     |             |     |
| 8 de agosto     | Natasitt Uareksit   | ator e cantor           | Tailândia          |             |     |
| 12 de agosto    | Iman Vellani        | atriz                   | Canadá / Paquistão |             |     |
| 6 de setembro   | Asher Angel         | ator                    | Estados Unidos     |             |     |
| 8 de setembro   | Gaten Matarazzo     | ator                    | Estados Unidos     |             |     |
| 27 de setembro  | Jenna Ortega        | atriz                   | Estados Unidos     |             |     |
| 12 de outubro   | Iris Apatow         | atriz                   | Estados Unidos     |             |     |
| 16 de outubro   | Madison Wolfe       | atriz                   | Estados Unidos     |             |     |
| 26 de outubro   | Julian Dennison     | ator                    | Nova Zelândia      |             |     |
| 26 de outubro   | Margarida Corceiro  | atriz                   | Portugal           |             |     |
| 23 de dezembro  | Finn Wolfhard       | ator, cantor e dublador | Canadá             |             |     |

## Mortes
| Data            | Nome               | Profissão                         | Nacionalidade  | Observações | Ref    |
| --------------- | ------------------ | --------------------------------- | -------------- | ----------- | ------ |
| 13 de janeiro   | Ted Demme          | ator                              | Estados Unidos | n. 1963     | [ 6 ]  |
| 21 de janeiro   | Peggy Lee          | atriz e cantora                   | Estados Unidos | n. 1920     | [ 7 ]  |
| 15 de fevereiro | Kevin Tod Smith    | ator                              | Nova Zelândia  | n. 1963     | [ 8 ]  |
| 22 de fevereiro | Chuck Jones        | animador, caricaturista e diretor | Estados Unidos | n. 1912     | [ 9 ]  |
| 26 de fevereiro | Lawrence Tierney   | ator                              | Estados Unidos | n. 1919     | [ 10 ] |
| 17 de março     | William Witney     | cineasta                          | Estados Unidos | n. 1915     | [ 11 ] |
| 27 de março     | Dudley Moore       | ator e comediante                 | Inglaterra     | n. 1935     | [ 12 ] |
| 6 de abril      | Silvia Derbez      | atriz                             | México         | n. 1932     | [ 13 ] |
| 29 de abril     | Fernando Pessoa    | jornalista                        | Portugal       | n. 1902     | [ 14 ] |
| 5 de julho      | Katy Jurado        | atriz                             | México         | n. 1924     | [ 15 ] |
| 6 de julho      | John Frankenheimer | cineasta                          | Estados Unidos | n. 1930     | [ 16 ] |
| 9 de julho      | Rod Steiger        | ator                              | Estados Unidos | n. 1925     | [ 17 ] |
| 3 de agosto     | Carmen Silvera     | atriz                             | Canadá         | n. 1922     | [ 18 ] |
| 23 de outubro   | Nathan Juran       | cineasta                          | Estados Unidos | n. 1907     | [ 19 ] |
| 25 de outubro   | Richard Harris     | ator                              | Irlanda        | n. 1930     | [ 20 ] |
| 3 de novembro   | Jonathan Harris    | ator                              | Estados Unidos | n. 1914     | [ 21 ] |
| 18 de novembro  | James Coburn       | ator                              | Estados Unidos | n. 1928     | [ 22 ] |
| 3 de dezembro   | Glenn Quinn        | ator                              | Estados Unidos | n. 1970     | [ 23 ] |
| 27 de dezembro  | George Roy Hill    | cineasta                          | Estados Unidos | n. 1921     | [ 24 ] |

## Por país
- 2002 na televisão brasileira